# Ruchomy chodnik

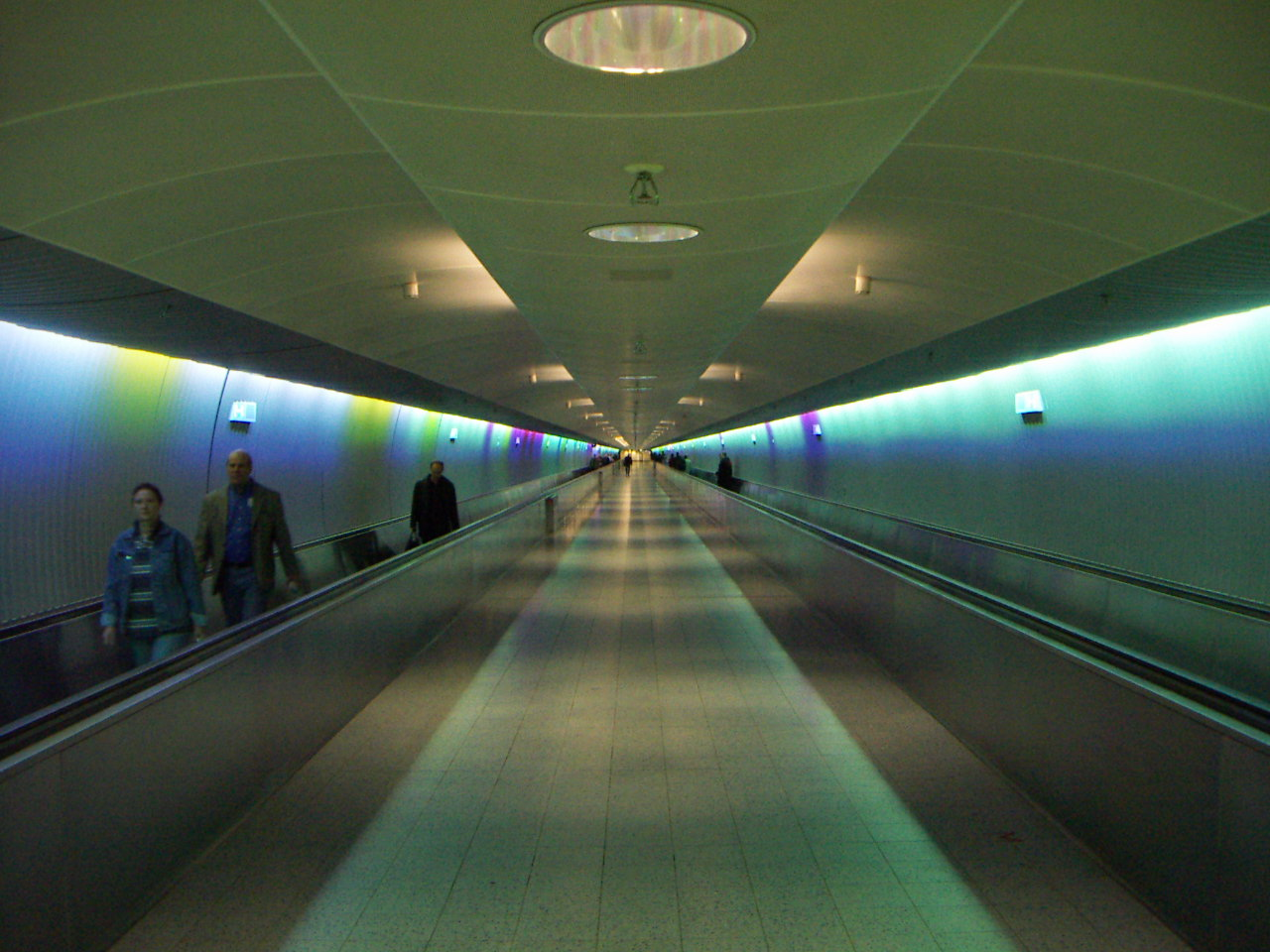
Ludzie na „ruchomym chodniku” na lotnisku we Frankfurcie, Niemcy.

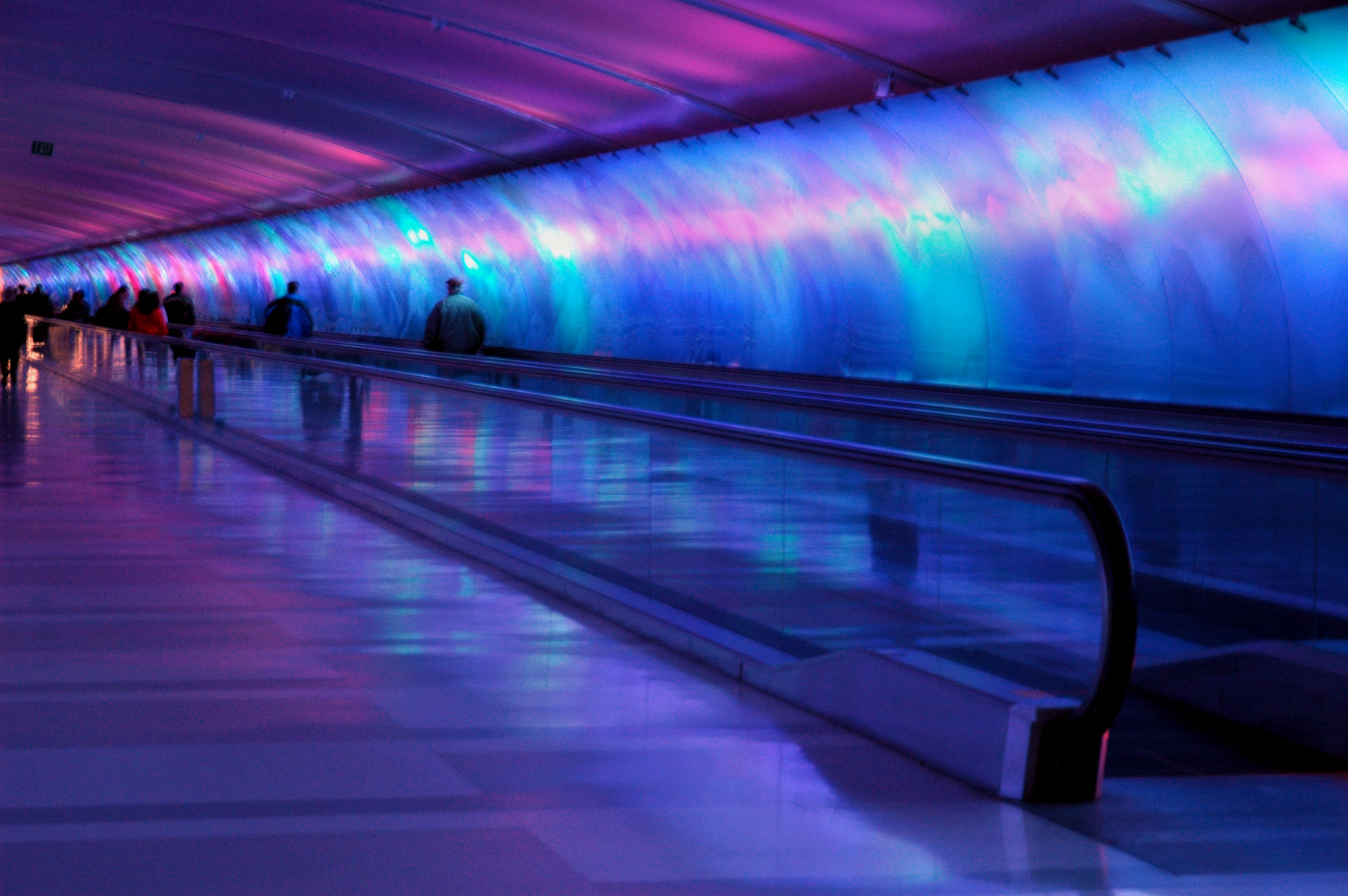
Ludzie na „ruchomym chodniku” na lotnisku w Detroit, Stany Zjednoczone.

Ruchomy chodnik, travelator – urządzenie transportu poziomego funkcjonujące na podobnej zasadzie jak ruchome schody. Najczęściej stosowane w miejscach o dużym zagęszczeniu przepływu ruchu pieszego jak lotniska i dworce kolejowe. Służy ono również do transportu narciarzy na stoku o niewielkim stopniu nachylenia, zazwyczaj na odległość nieprzekraczającą kilkudziesięciu metrów.
Chodnik ruchomy składa się z konstrukcji nośnej, palet zamocowanych do łańcucha oraz balustrad wyposażonych w poręcze ruchome.
Obecnie produkowane urządzenia posiadają szereg zabezpieczeń przy wlotach poręczy, w płytach grzebieniowych, czujnik braku palety, kontrolę prędkości oraz kontrolę napięcia łańcucha palet.